# 日高郁人
日高 郁人（ひだか いくと、1972年8月5日 - ）は、日本の男性プロレスラー。実業家。島根県益田市出身。血液型B型。

## 人物
プロレスラーとしては小柄でジュニアの体躯ではあるが、卓越した試合センスを持つ。格闘系のバトラーツ出身ながらも純粋なプロレスを貫き通し、その評判も高く「名勝負製造機」と言われている。入場時には必ずマスクをかぶって登場するため、マスクがトレードマークにもなっている。着用しているマスクはオリジナルでありグッズ化もしている。
選手活動と並行して男女外国人問わず若手選手育成にも携わっており、所属団体の若手選手だけではなく、アニマル浜口レスリング道場の後輩である高橋奈苗と夏樹☆たいようを始めとする女子プロレスラーのコーチ役を、2012年には初めていちからプロレスを指導した夕陽を、ZERO1からデビューさせた。
2012年からは経営者としての顔も併せ持ち、興行プロデュースやパーソナルジム経営なども行っている。

## 来歴
一度は大阪で就職するも、プロレスラーへの夢を諦めきれず上京しアルバイトをしながら同郷の大先輩でもあるアニマル浜口（浜田市出身）の道場で体を鍛え、1996年4月1日に格闘探偵団バトラーツに入門、1997年1月21日に船木勝一（元WWE所属のFUNAKI）を相手にデビューする。その後、ECWでの海外修行を経て2001年12月3日にバトラーツを退団、みちのくプロレス（ディック東郷や石井智宏らとFEC｛ファーイーストコネクション｝を結成）、大日本プロレス、ZERO-ONEと様々なリングを転戦し、2005年6月にZERO1-MAX⇒ZERO1所属していたが、2020年6月退団。その道中で、共に「親友」と呼び合うパンクラスの伊藤崇文とDEEPでバーリトゥード対決を行っている（伊藤とは、大阪時代に所属していた栗栖正伸トレーニングジム時代からの親友）。
1998年3月29日、みちのくプロレスにて藤田ミノルと初めて組んで以来、合間合間で長いブランクはあれども現在までにタッグを組み続け、その相性の良さからお互いに「相方」と呼び合い2005年のプロレス大賞にて最優秀タッグチーム賞を受賞するに至った。また、日高のデビュー戦の相手である船木を「師匠」と言って慕っており、船木の決め技でもある「ショーンキャプチャー」も船木から使用許可を得て使っているものである。船木のオリジナルブランド「flamex」では有名な「I LOVE NY」Tシャツのパロディ「I LOVE SC（ショーンキャプチャー）」Tシャツを自らのプロデュースにて販売した。豊富なカラーバージョンが存在するが、少量限定生産である。
2006年4月のZERO1-MAXのS-ARENA大会に於いて男女混成出身地別都市対抗戦が行われ、日高も益田市出身同士というよしみから豊田真奈美とのタッグを結成した。
ZERO1-MAXの夏の恒例である「火祭り2007」において、当初は日高はノミネートされていなかった（日高はジュニアヘビー級であるため、「火祭り」の直後に行われるジュニア版火祭りとも言える「天下一Jr.」への参加に照準を合わせている）。しかし、火祭りの参加選手であった村上一成が、開幕戦の大谷晋二郎とのリーグ戦で、大谷の過度な椅子攻撃により頭部損傷で絶対安静ということで、村上の枠が空白になったのに伴い、参加全選手10人の中の当初4枠をファン投票で選出していた中の5番手であった日高が村上の代役でAブロックより出場となった（村上の開幕戦の大谷戦は両者リングアウトの為1点獲得し、日高にその得点が引き継がれた）。以後日高は、体重差が2倍の巨漢である吉江豊に軽快な身のこなしから20カウント手前でリングインしリングアウト勝ちで2点、同門の崔領二には敗れたが、プロレスリング・ノアから参戦の齋藤彰俊にはこれも狡猾な両者リングアウトにより1点をもぎとり、4点でリーグ戦終了する大健闘を見せた。なお、Aリーグは日高を含め何と5人が各4点で横一線という結果でリーグ戦を終え、8月2日の後楽園ホールでの決勝戦の当日に5WAYマッチで決勝戦進出者を決定するということになり、崔領二が勝ちBリーグトップの田中将斗と決勝戦を行い（2006年と同じ決勝戦カード）田中が火祭り2連覇を果たした。9月からの「天下一Jr.」では、トーナメント準決勝戦でDRAGON GATEの望月成晃に敗北。
10月26日、後楽園ホール大会でディック東郷を破りインターナショナルジュニアヘビー級王者に返り咲くも、2008年1月23日後楽園ホール大会にて「天下一Jr.」のリベンジを賭けた防衛戦で望月成晃に再び敗れ、王座を失う。
新日本との対抗戦でも金本浩二、田口隆祐とのシングルマッチで敗北を喫するなど深刻なスランプに陥るが、5月27日の後楽園ホール大会でタッグマッチながら望月から初のピンフォールを奪う。
2009年11月には、プリンス・デヴィットを破りついに「天下一Jr.」を初制覇。また同試合にかけられていたインターナショナルジュニアヘビー級王座を奪取し、3度目となる同ベルトを巻く。
2010年9月には「天下一Jr.」において史上初の連覇を達成。その直後の10月には歌手のあびこめぐみと結婚した事をブログにて発表した。
2017年3月、デビュー２０周年記念興行「日高祭２０」を総合プロデュース。東京・江東区の豊洲PITで開催し、プロレスラーだけではなくパフォーマンス集団電撃ネットワークや芸人、歌手といったさまざまな人たちを巻き込んで、エンターテインメントとプロレスを見せる試みを行い成功した。
2015年に中野ブロードウェイ2Fでセレクトショップ「ホカクドウ」を、2019年8月に高円寺でパーソナルトレーニング＆シェアスペース「フレンジ」をプロデュースするなど、実業家の一面も持つ。
2020年6月30日をもって、自身が経営する株式会社ショーンキャプチャーの体制作りに専念するためZERO1を退団、レスラーとしてはショーンキャプチャー所属として活動していくことを発表した。

## 戦績
| 総合格闘技 戦績 | 総合格闘技 戦績 | 総合格闘技 戦績 | 総合格闘技 戦績 | 総合格闘技 戦績 | 総合格闘技 戦績 | 総合格闘技 戦績 |
| --------------- | --------------- | --------------- | --------------- | --------------- | --------------- | --------------- |
| 1 試合          | (T)KO           | 一本            | 判定            | その他          | 引き分け        | 無効試合        |
| 0 勝            | 0               | 0               | 0               | 0               | 0               | 0               |
| 1 敗            | 0               | 1               | 0               | 0               | 0               | 0               |

| 勝敗 | 対戦相手 | 試合結果                   | 大会名                               | 開催年月日   |
| ×    | 伊藤崇文 | 1R 1:54 チョークスリーパー | DEEP2001 5th IMPACT in DIFFER ARIAKE | 2002年6月9日 |

## 得意技
レスラーとしては小柄ながらも、飛び技、関節技、蹴り技をミックスした独自のスタイルを構築するものが多い。最近では、同郷の先輩レスラーでもある豊田真奈美から受け継いでいる技や、日高の出身地・島根県に因んだ技をメインとして使うことがある。
ショーンキャプチャー
現在の日高のフィニッシャー。一言で表現するなら前方回転式膝十字固め。相手がスタンドでグロッキー状態の時に、リング中央で両腕を開く大見得をきりながら観客と共に「ショーンキャプチャー!」と叫び、技に移行する。この技で数多くの相手から勝負を奪い、2006年3月5日のプロレスリング・ノア日本武道館大会においても金丸からこの技でレフェリーストップ勝ちを奪った。元々は船木勝一のオリジナル技であったが、船木から使用許可を得て日高の絶対的なフィニッシュとしてこの技の価値を高めた。
ミスティフリップ
相手と同じ方を向いた状態で前に立ち、相手の首を自分の右肩に後ろから置き、コーナーを駆け上って後方回転をしながらそのまま相手の後頭部をリングに叩きつけるオリジナル技。最上位のフィニッシュムーブであり王座戦でも滅多に出さない。プロレスリング・ノア所属の丸藤正道が使う不知火と同形であるが、日高の方が発表は早い。しかし、所属・参戦団体の規模・TV中継の有無等で知名度は丸藤の不知火の方が上となってしまっている。またコーナーを使わず自力ジャンプし、通常のリバースDDTの体勢で決める「SMF」（スタンディング・ミスティ・フリップの略）もある。
野良犬ハイキック
キックボクサーの小林聡直伝のハイキック。試合終盤に相手の側頭部へ連発して放つことが多い。強敵相手の日高の切り札でもある。
野良犬マシンガン
2007年から使い出したミドルキックの速射砲。相手が中腰、あるいはコーナーに押し込まれた状態で放つ。しかし速射性に重きを置きすぎるあまり、一発の威力が軽いとの指摘もある。
飛打キャッチα
飛打キャッチシリーズで唯一の丸め込み技。相手の股下を潜り抜けつつ変形のラ・マヒストラルを決める。
飛打キャッチIII
スピニング・レッグロックから入る、回転式のアンクルホールド。他にもバリエーションがある。
SRU
高速後方回転エビ固め。
SIC（ステップ・インサイド・クレイドル）
ステップDDT
タッグマッチでは、パートナーやカットに入ってきた相手のタッグパートナーを蹴って旋回するステップDDTも使用する。
ショーンキャプチャーへのプレリュード
トップロープから相手の膝へ目がけて放つ低空ミサイルキック。ショーン・キャプチャーへ繋ぐ膝殺しの1つ。
イグチボム
キックを仕掛けてきた相手の蹴り足を捕らえてのライガーボム。対戦相手や試合状況により旋回式、クロスアーム式と使い分ける。技名は、考案者の井口攝（バトラーツでレフェリーとコーチを務めた。）にちなむ。
H8U
これで「Hate you」と読む。相手を両肩に担ぎ上げてからのみちのくドライバーIIで、太陽ケアのフィニッシュムーブでもあるTKOと同形。
アイル・ビー・バック
相手から攻撃されてリングからの転落する寸前にサードロープを掴み、反動と腹筋力を使ってまるでビデオの逆回しのようにリング内へと戻る。そこからフライングニールキックで逆襲する一連のコンビネーションを指す。厳密には「技」ではないが、日高を語る上では外せないムーブの一つ。
シュリケン
コーナーに追いやった相手に対しての側転→串刺し式ゼロ戦キックのコンビネーション。初期型は側転の後にバク転も決めていた。
ソラリーナ
マリポーサ・トペコンヒーロ
場外の相手に向かって、エプロンからロープに飛び乗りローリングセントーンの要領で捻りつつ突っ込んでいく。
石見銀山
2008年の望月戦で初公開したオリジナル技で、現在の日高のフィニッシュ・ホールド。
ブレーンバスターの体勢で垂直になるまで相手を持ち上げた後、前方にうつ伏せの体勢で落とすと同時に自身は後方に倒れ込みながら両膝を折り曲げ、その両膝の上に相手の顎や胸元を落下させる。
技名は、大田市にある世界遺産の石見銀山から。
ジャパニーズ・オーシャン・サイクロン・スープレックス
日高と同じ益田市出身で、開発者でもある豊田真奈美から伝承。日高の奥の手として使用している。
各種キック

## タイトル歴
プロレスリングZERO1
- 第6代AWA UPW ZERO1-MAX World-1認定インターナショナルジュニアヘビー級王座
- 第2代AWA世界ジュニアヘビー級王座
- 第5代・第7代・第9代インターナショナルジュニアヘビー級王座
- 第14代・第23代NWAインターコンチネンタルタッグ王座（w / 藤田ミノル→澤宗紀）
- 初代・第5代・第8代・第10代・第20代・第26代・第28代NWAインターナショナルライトタッグ王座（w / ディック東郷→藤田ミノル→澤宗紀→伊藤崇文→フジタ"Jr"ハヤト→菅原拓也→阿部史典）
- 天下一Jr.優勝（2009年、2010年、2015年）

PWF
- 第11代PWFユニバーサルタッグ王座（w / 藤田ミノル）

プロレスリング・ノア
- 第3代GHCジュニアヘビー級タッグ王座（w / 藤田ミノル）

紅白プロレス合戦
- 第17代UWA世界タッグ王座（w / めんそ〜れ親父）

みちのくプロレス
- 第23代・第28代東北タッグ王座（w / 藤田ミノル×2）
- 第6代インディペンデントワールド世界ジュニアヘビー級王座

暗黒プロレス組織666
- 第5代666認定無秩序無差別級王座

大日本プロレス
- 第11代BJW認定ジュニアヘビー級王座

プロレス大賞
- 2005年度最優秀タッグチーム賞（w / 藤田ミノル）

山陰プロレス大賞
- 2012年度特別賞

## オリジナルビデオ出演
- 電エースキック（リバートップ）（2019年）
- 電エースウェディング（リバートップ）（2020年） - 電エースキックの結末差し替えバージョン